# سعدان الأوريناكس
سعدان أوريناكس (الاسم العلمي:Oreonax) هو جنس من الحيوانات يتبع فصيلة السعادين العنكبوتية من رتبة الرئيسيات.

## أنواع
يضم هذا جنس نوع وحيد هو :
- سعدان صوفي أصفر الذيل